# Fahrdynamikregelung

Kontrollleuchte

Der Begriff Fahrdynamikregelung ESC (Electronic Stability Control), auf Deutsch Elektronische Stabilitätskontrolle, im deutschsprachigen Raum häufig auch mit „ESP“ für Elektronisches Stabilitätsprogramm abgekürzt, bezeichnet ein elektronisch gesteuertes Fahrassistenzsystem für Kraftfahrzeuge, das durch gezieltes Abbremsen einzelner Räder dem Ausbrechen des Wagens entgegenwirkt. ESC ist in der heutigen Ausführung eine Erweiterung und Verknüpfung des Antiblockiersystems (ABS) mit einer Antriebsschlupfregelung (ASR) und einer Elektronischen Bremskraftverteilung sowie mit einem Bremsassistenten, bei LKW mit dem elektronischen Bremssystem.
Seit November 2014 müssen alle in der EU neu zugelassenen Pkw der Klasse M1 und LKW der Klasse N1 mit ESC ausgestattet sein.

## Benennungen
Das erste Electronic Stability Control wurde 1995 unter dem Namen Elektronisches Stabilitätsprogramm (ESP) von Bosch für das Mercedes S-Klasse Coupé in Serie gefertigt. Die Abkürzung ESP ist eine Marke der Daimler AG, daher gibt es bei anderen Fahrzeugherstellern zum Teil andere Bezeichnungen. 1995 haben auch BMW (DSC Dynamic Stability Control im 7er) und Toyota (VSC Vehicle Stability Control im japanischen Crown, Lexus erst 1997 im LS) eigene Fahrdynamikregelungen eingeführt.
Alfa Romeo und Nissan nennen ihr System VDC (Vehicle Dynamics Control), Ferrari CST (Controllo Stabilità e Trazione), General Motors Company (GMC) StabiliTrak, Honda VSA (Vehicle Stability Assist), Jaguar und Mazda DSC (Dynamic Stability Control), Maserati MSP (Maserati Stability Program), Porsche PSM (Porsche Stability Management) und Volvo DSTC (Dynamic Stability and Traction Control).
Seit dem 1. November 2014 müssen Neufahrzeuge der EU über ein ESP verfügen.
In anbieterneutralen Fachkreisen wird für das System der Begriff ESC (Electronic Stability Control) oder Fahrdynamikregelung verwendet.

## Technik und Funktionsweise
Dieses Fahrerassistenzsystem versucht durch gezieltes Bremsen einzelner Räder, ein Schleudern des Fahrzeugs im Grenzbereich in Kurven sowohl beim Übersteuern als auch beim Untersteuern zu verhindern und dem Fahrer so die Kontrolle über das Fahrzeug zu sichern.
Damit ESP auf kritische Fahrsituationen reagieren kann, vergleicht das System permanent (bis zu 150-mal pro Sekunde) die aufgrund der Bedienelemente (Lenkrad, Gaspedal, Bremse etc.) ermittelte wahrscheinlichste Absicht des Fahrers mit den physikalischen Möglichkeiten des Fahrzeugs aufgrund von im Eingriffsbereich zwischen Fahrzeug und Straße gemessenen Fahrzeugdaten (Radumdrehungen, abgegebener Schub, angekommene Bremskraft etc.).
Der Lenkwinkelsensor liefert die ermittelte Absicht des Fahrers hinsichtlich der Fahrtrichtung. Motormanagement, die ABS-Drehzahlsensoren und der Gierratensensor (Gierrate, Querbeschleunigung) liefern die Daten des Fahrzeugverhaltens. Ein weiterer Beschleunigungssensor erkennt bei neueren Systemen auch eine Drehung in der Längsachse des Autos (Überschlag). Wenn eine wesentliche Abweichung des berechneten Fahrzustandes von der ermittelten Fahrerabsicht festgestellt wird, greift das System ein. Ein Übersteuern wird durch Abbremsen des kurvenäußeren Vorderrades, ein Untersteuern durch Abbremsung des kurveninneren Hinterrades korrigiert. Die Radposition spielt dabei eine doppelte Rolle: Einerseits erzeugt die Bremskraft auf der kurveninneren Seite ein Giermoment, das das Eindrehen unterstützt, und umgekehrt. Andererseits verliert ein gebremstes Rad an Seitenführungsfähigkeit, d. h. Bremskraft an der Hinterachse unterstützt das Eindrehen, und umgekehrt. Einseitige Bremseingriffe an der Vorderachse können am Lenkrad spürbar sein. Dieser Effekt kann als Komfortminderung ausgelegt werden, deshalb lassen manche Hersteller die Vorderachse erst eingreifen, wenn die Korrektur an der Hinterachse sich als nicht wirksam genug erweist.
Zusätzlich kann ESP auch die Motorleistung drosseln, um die Fahrzeuggeschwindigkeit zu verringern und ein Durchdrehen der Antriebsräder zu verhindern. Von Beginn an wurden die ESP-Systeme auch mit einer Traktionskontrolle verbunden, die ein durchdrehendes Antriebsrad abbremst und so das Antriebsmoment auf das andere Rad verlagert. Neben der zusätzlichen Sensorik (siehe oben) ist für das ESP die Trennung aller Radbremskreise erforderlich, damit jedes Rad einzeln abgebremst werden kann.
Es gibt nur wenige Spezialfälle, bei denen ESP gelegentlich „stört“. Dazu gehört das Fahren mit Schneeketten, auf steilen, verschneiten Steigungen (wegen Nichtzulassung des benötigten hohen Schlupfs), in Steilkurven (auf Rennstrecken), gewolltes Driften in Kurven, schnelles Beschleunigen und allgemein das absichtliche Fahren im Grenzbereich. Hier bemerkt der Fahrer beispielsweise eine Drosselung der Motorleistung. Daneben eignet sich ESP auch dazu, Schwächen in der Fahrwerksauslegung und -abstimmung zu korrigieren.
Aus diesen Gründen ist die Aktivierungsschwelle abhängig von der Marken- und Produktphilosophie des jeweiligen Herstellers, beispielsweise eine etwas spätere Aktivierung bei Porsche. Daneben lässt sich ESP bei vielen Herstellern abschalten. Bei einigen aktiviert es sich allerdings wieder, wenn das Bremspedal im Grenzbereich getreten wird. Geschieht das, regelt das ESP das Fahrzeug bis zum stabilen Fahrzustand und schaltet sich dann wieder ab. Das ist im Fahrzeuginneren zwar nicht visuell erkennbar, allerdings in Form eines „Ruckelns“ spürbar. Bei anderen lässt sich die Aktivierungsschwelle über einen Schalter nur von früh/vorsichtig auf spät/sportlich verschieben. Die Mechanismen sind dabei teilweise undokumentiert.
Beispiel BMW
Das Halten der DSC-Taste für bis zu 2,5 Sekunden schaltet das DSC in den agileren DTC-Modus (Dynamic Traction Control). Bei einer Tastenbetätigung über 3 Sekunden wird das DSC bzw. ESP komplett deaktiviert. Durch nochmaliges Drücken der DSC-Taste kommt man in den normalen Modus des DSC zurück. Bei Tastendrücken länger als 10 Sekunden wird das DSC aus Sicherheitsgründen bis zum Neustart in den Normalmodus versetzt.

Beispiel Ferrari
Der Eingriffszeitpunkt und die Eingriffsstärke des CST (bzw. ESP) lässt sich über den sogenannten Manettino (dt.: Hebelchen), einen kleinen Drehknopf am Lenkrad, in mehreren Stufen einstellen, bzw. komplett ausschalten.

Da ESP- und ABS-Funktionen sowohl über die elektronische Regelung als auch über mechanische Teilsysteme zusammenarbeiten, lässt sich das System nicht mehr mit dem Ziehen einer Sicherung deaktivieren, ohne das Bremssystem auf Notlauffunktionen zu reduzieren.

## Beispiel einer Fahrsituation
Ein Pkw fährt eine Rechtskurve. Droht ein Ausbrechen des Hecks nach links durch eine Lastwechselreaktion, durch ein Aufschaukeln des Fahrzeugs nach schneller Lenkwinkeländerung, durch starke Leistungserhöhung bei heckgetriebenen Fahrzeugen (Leistungsübersteuern), durch einen technischen Defekt (zum Beispiel Platzen eines Hinterreifens) oder durch eine Änderung des Reibwertes im Kurvenverlauf, bremst das ESP das Rad vorne links ab. Dadurch wird ein Giermoment nach links erzeugt, das dem Übersteuern des Fahrzeugs entgegenwirkt. Das Rad vorne links und damit die Vorderachse verlieren außerdem durch die Bremsung an Seitenführungskraft (vgl. Kammscher Kreis), was das Einlenkmoment und damit das Übersteuern des Fahrzeugs zusätzlich abschwächt.

## Geschichte und Ausblick
Schon vor der Einführung von ESP gab es Regelsysteme, die in bestimmten Situationen das Fahrzeug stabilisierten. Mit ABS (serientauglich ab 1987 bei Mercedes-Benz; Pflicht in der EU für Neuwagen ab 2004) waren Fahrzeuge auch bei Vollbremsungen lenkbar, mit der ABS-Erweiterung ASR ergab sich insbesondere bei heckgetriebenen Fahrzeugen ein Stabilitätsvorteil.
Das ESP wurde 1995 von den deutschen Erfindern Anton van Zanten und Armin Müller entwickelt.
Inzwischen gibt es auch Weiterentwicklungen, bei welchen das Fahrzeug nicht nur durch automatische Bremseingriffe stabilisiert wird, sondern auch durch automatische Lenkeingriffe (ESP II). Durch Lenkeingriffe kann ein Fahrzeug speziell beim Bremsen auf inhomogenen Fahrbahnen (µ-split) oder bei Übersteuern sehr effizient stabilisiert werden. Um aktive Lenkeingriffe vornehmen zu können, muss im Fahrzeug aber ein aktiv ansteuerbares Lenksystem verbaut sein. Dabei kann es sich beispielsweise um eine Überlagerungslenkung handeln, mit der ein vom Fahrer unabhängiger Zusatzlenkwinkel an den Vorderrädern der Lenkwinkelvorgabe des Fahrers „überlagert“ werden kann. Aber auch mit elektrischen oder frei ansteuerbaren hydraulischen Servolenkungen ist eine zusätzliche Stabilisierung des Fahrzeugs durch Lenkeingriffe möglich. Dabei kann der Lenkwinkel der Vorderräder aber nicht wie bei der Überlagerungslenkung unabhängig von der Lenkwinkelvorgabe des Fahrers eingestellt werden. Daher wird mit einer elektrischen Servolenkung dem Fahrer frühzeitig eine Lenkempfehlung in Form eines Lenkradmoments gegeben, so dass er rechtzeitig und richtig dosiert die zur Stabilisierung notwendige Lenkkorrektur selbst vornehmen kann. Dabei ist die Lenkempfehlung immer nur so stark, dass der Fahrer sie mühelos „überstimmen“ kann und somit immer die volle Kontrolle über die Kursführung behält.

### Integriertes Fahrdynamik-Management
Das Integrierte Fahrdynamik-Management ist die zweite Entwicklungsstufe der Fahrdynamikregelung. Während ein herkömmliches elektronisches Stabilitätssystem durch den gezielten Bremseingriff auf einzelne Räder für mehr Stabilität in kritischen Fahrsituationen sorgt, geht das Integrierte Fahrdynamik-Management einen Schritt weiter. Elektronische Bremskraftverteilung, Antriebsschlupfregelung und die Kräfte der elektrischen Servolenkung werden ebenso berücksichtigt wie die Verstellmöglichkeiten der variablen Lenkübersetzung oder des aktiven Fahrwerks. Die Einführung in Deutschland geschah im Jahr 2005 im Lexus GS (Vehicle Dynamics Integrated Management VDIM).

## Zusatzfunktionen von ESP
Die folgenden Zusatzfunktionen des ESP sind nicht in allen Fahrzeugen verfügbar und hängen von der Version des ESP ab:
- Elektronischer Bremsassistent (EBA) bzw. BAS: Über die Geschwindigkeit des Wechsels vom Gas- auf das Bremspedal wird erkannt, dass evtl. eine Vollbremsung bevorsteht und eine Vorbefüllung der Bremsanlage wird vorgenommen, die dafür sorgt, dass die Bremsbeläge leicht an den Scheiben anliegen, um dadurch die Ansprechzeit der Bremse zu verkürzen. Erkennt das System über die Höhe des Bremspedaldrucks eine Notbremsung, wird der zur Erreichung der Maximalverzögerung nötige Bremsdruck automatisch aufgebaut.
- Roll Stability Control (RSC): Verhindert ein Überschlagen des Fahrzeuges durch Gaswegnehmen und Abbremsen einzelner Räder.
- Trailer Stability Assist (TSA): Stabilisierung bei Anhängerbetrieb (z. B. bei Audi, Mercedes, Honda und Opel, Subaru aber auch anderen Herstellern). Die TSA verhindert ein Aufschaukeln bzw. Schleudern des Gespanns durch gezieltes Abbremsen einzelner Räder des Zugwagens.
- Trockenbremsen, Brake Disc Wiping (BDW), auch Bremsscheibenwischer: In regelmäßigen Abständen werden bei Nässe die Bremsbeläge leicht an die Bremsscheiben angelegt, um den Nässefilm zu minimieren und somit ein optimales Ansprechen der Bremse zu erhalten (Nässe wird erkannt durch den Betrieb der Scheibenwischer oder einen aktivierten Regensensor).[10]
- Berganfahrhilfe: Ab einem bestimmten Neigungswinkel des Fahrzeugs hält die Bremse trotz „Loslassens“ des Bremspedals das Fahrzeug noch kurze Zeit fest, um ein Anfahren ohne Zurückrollen zu ermöglichen.
- Fading-Kompensation: Trotz extrem heißer Bremse erhöht sich der nötige Pedaldruck nicht.
- „Soft-Stop“: Reduziert kurz vor dem Stillstand die Bremsleistung und verhindert so ein Rucken des Fahrzeuges beim Anhalten. Physikalisch wird dies dadurch erreicht, dass der Ruck, d. h. die zeitliche Veränderung der Fahrzeugverzögerung, minimiert wird.
- Motor-Schleppmoment-Regelung: verhindert einen zu abrupten Übergang von Zug- zu Schubbetrieb, um bei glatter Fahrbahn keinen Haftungsabriss an den Antriebsrädern zu provozieren.
- Überlagerungslenkung: Verhindert das Schiefziehen des Autos auf seitenverschieden griffiger Fahrbahn durch Gegenlenken. Diese Funktion erfordert zusätzliche Funktionen und Eingriffsmöglichkeiten in das Lenksystem des Fahrzeuges.
- Reifendruckkontrolle: Durch den Vergleich der Drehzahlen der vier Reifen und Auswertung von (länger anhaltenden) Abweichungen eines Reifens von den übrigen ist es möglich, einen Druckabfall eines Reifens festzustellen und den Fahrer über eine entsprechende Anzeige zu warnen.
- Elektronische Differentialsperre (EDS): Bei unterschiedlichen Drehzahlen in verschiedenen Rädern wird die Kraft entsprechend der Traktion besser verteilt. Räder mit erhöhter Drehzahl werden dabei abgebremst.
- Traktionskontrolle durch Antriebsschlupfregelung: Sie sorgt dafür, dass die Räder beim Anfahren auf glatter oder nasser Fahrbahn nicht durchdrehen. Dadurch wird ein seitliches Ausbrechen des Fahrzeuges verhindert.
Die Herausforderung in der Konfiguration besteht darin, zugleich zu verhindern, dass das Fahrzeug sich bei ungünstigen Verhältnissen (spiegelglatte Fahrbahn, tiefer Schnee) aufgrund der ASR überhaupt nicht mehr bewegt.

## Verbreitung
Bei Neufahrzeugen betrug die Ausrüstungsquote mit ESP im Jahre 2004 in Deutschland 64 % (Stand 16. Februar 2005). Vom Pkw-Gesamtbestand in Deutschland waren dagegen im März 2005 erst ca. 23 % (Schätzung des ADAC) bzw. 15 bis 20 % (Schätzung Bosch) mit ESP ausgestattet, was daran liegt, dass der Fahrzeugbestand in Deutschland durchschnittlich 8 Jahre alt ist und erst nach 13 Jahren nicht mehr im Verkehr erscheint (Stand Mitte 2007). 2009 hatten 72 Prozent (2008: 67; 2007: 64; 2006: 58 Prozent) der in Deutschland erhältlichen Fahrzeugmodellreihen serienmäßig ESP an Bord, 9 Prozent (2008: 9; 2007: 14; 2006: 20 Prozent) aller neuen Pkw-Modellreihen waren noch nicht serienmäßig mit ESP erhältlich. Laut einer Erhebung des Statistischen Bundesamts waren 2015 70 % der PKW im Bestand mit ESP ausgestattet, unter den Neuwagen lag die Quote bei 100 %, da seit 1. November 2014 ESP bei Neufahrzeugen verpflichtend ist.
Statistische Daten zur Verbreitung:
- Stand 2005: alle in D neu zugelassenen Kfz: 72 %.
- Stand 1. Halbjahr 2006: alle neu in D zugelassenen Kfz: 75 %, davon
  - Obere Mittelklasse und Oberklasse: 100 %
  - Kompaktklasse: 96 %
  - Kleinwagen: 27 %
  - Kleinstwagen 30 %
- In Westeuropa 42 % (Angabe Bosch)

Wie die Statistik zeigt, ist die Ausstattungsrate in den unteren Fahrzeugklassen kostenbedingt geringer als in der Oberklasse, obwohl gerade diese Fahrzeuge wegen ihres geringen Massenträgheitsmoments von ESP besonders profitieren können. Im Februar 2006 hat der VDA eine Empfehlung zur Selbstverpflichtung aller deutschen Automobilhersteller zur Serienausrüstung von ESP in allen Fahrzeugen ausgesprochen, da den Vorteilen dieses Systems im normalen Alltagsbetrieb keine Nachteile entgegenstehen. Innerhalb von Europa nimmt Deutschland nach Bosch-Angaben den Spitzenplatz bei der ESP-Ausrüstung ein. Wettbewerber sind Continental und seit einiger Zeit auch TRW. Bei Bussen beträgt die Ausstattungsquote bei Neuzulassungen (März 2005) etwa 50 %, bei LKW dagegen nur 5 %. Das liegt vor allem an der höheren Komplexität des Systems bei Nutzfahrzeugen und damit erheblich höheren Kosten.

## Wertung
Obwohl es schwierig ist, die Daten der Verkehrsunfälle entsprechend auszuwerten, wird die Verminderung der Zahl schwerer Verkehrsunfälle (Aktive Sicherheit) in den letzten Jahren auch der Einführung von ESP zugeschrieben. ESP vermeidet das Schleudern von Fahrzeugen, das zu einem hohen Anteil ursächlich für Unfälle mit Schwerverletzten und Toten ist.
Eine Studie von Mercedes hat ergeben, dass die Unfälle ihrer Autos seit der serienmäßigen Ausstattung mit ESP um 15 % zurückgegangen sind. Nach einer Studie von Volkswagen ließe sich die Anzahl der bei Verkehrsunfällen getöteten Fahrzeuginsassen um rund 25 % reduzieren, wenn alle Fahrzeuge mit ESP ausgestattet wären. ESP wird bei Unfallforschern vom Sicherheitsgewinn her als mit dem Sicherheitsgurt und dem Airbag vergleichbar angesehen. Die Untersuchungen der UDV haben gezeigt, dass 25 Prozent der Pkw-Unfälle mit Personenschaden und mindestens 35 Prozent der Pkw-Unfälle mit Getöteten durch ESP positiv beeinflusst werden könnten. Bezieht man diese Erkenntnisse auf die Pkw/Pkw- und Pkw-Alleinunfälle der amtlichen Statistik des Jahres 2007, so hätten in Deutschland – unter Berücksichtigung der Tatsache, dass 2007 bereits 36 % aller Pkw mit ESP ausgestattet waren – rund 21.000 entsprechende Unfälle mit Verletzten und ca. 400 Unfälle mit Getöteten durch ESP vermieden oder zumindest in ihren Folgen abgeschwächt werden können.

## Pflichteinbau
Nach einem Beschluss des Europaparlaments vom 10. März 2009 müssen seit November 2011 alle in der EU neu zugelassenen Pkw- und Lkw-Modelle serienmäßig mit ESP ausgestattet werden. Eine Übergangsfrist von bereits erteilten Zulassungen an Fahrzeugtypen galt bis Ende Oktober 2014.